# Колтон (Вашингтон)
Колтон (англ. Colton) — місто (англ. town) в США, в окрузі Вітмен штату Вашингтон. Населення — 401 особа (2020).

## Географія
Колтон розташований за координатами 46°34′4″ пн. ш. 117°7′42″ зх. д. / 46.56778° пн. ш. 117.12833° зх. д. (46.567771, -117.128295).  За даними Бюро перепису населення США в 2010 році місто мало площу 1,53 км², уся площа — суходіл.

## Демографія
Згідно з переписом 2010 року, у місті мешкало 418 осіб у 164 домогосподарствах у складі 126 родин. Густота населення становила 273 особи/км².  Було 167 помешкань (109/км²).
Расовий склад населення:
| - 95,5 % — білих - 0,7 % — азіатів - 0,2 % — корінних американців |

До двох чи більше рас належало 3,1 %. Частка іспаномовних становила 3,1 % від усіх жителів.
За віковим діапазоном населення розподілялося таким чином: 26,1 % — особи молодші 18 років, 58,3 % — особи у віці 18—64 років, 15,6 % — особи у віці 65 років та старші. Медіана віку мешканця становила 44,2 року. На 100 осіб жіночої статі у місті припадало 103,9 чоловіків;  на 100 жінок у віці від 18 років та старших — 95,6 чоловіків також старших 18 років.
Середній дохід на одне домашнє господарство  становив 67 480 доларів США (медіана — 57 279), а середній дохід на одну сім'ю — 76 849 доларів (медіана — 67 500). За межею бідності перебувало 0,9 % осіб, у тому числі 0,0 % дітей у віці до 18 років та 0,0 % осіб у віці 65 років та старших.
Цивільне працевлаштоване населення становило 232 особи. Основні галузі зайнятості: освіта, охорона здоров'я та соціальна допомога — 34,1 %, виробництво — 14,2 %, роздрібна торгівля — 12,9 %.